# Эмкуль, Вера Аромковна
Ве́ра Аро́мковна Эмку́ль (чук. Эмкул; 15 мая 1919, Уэлен, РСФСР — 1985, Уэлен, Чукотский автономный округ, Магаданская область, СССР) — чукотский художник-гравёр, мастер рельефной резьбы по кости. Первая женщина-гравёр на Чукотке. Заслуженный художник РСФСР (1969). Лауреат Государственной премии РСФСР им. И. Е. Репина (1976).

## Биография
Родилась в 1919 году в Уэлене в семье морского охотника и резчика Аромке, одного из основателей Уэленской косторезной мастерской. Мать Киунеут занималась домашним хозяйством. Аромке мечтал о сыне, которому можно передать искусство морского промысла и резьбы по кости, и родившаяся девочка получила имя Эмкуль (чук. Эмкул — «пустое», «не нагруженное надеждой»).
Искусству резьбы по кости училась у отца. В 1935—1971 годах работала в Уэленской косторезной мастерской.
Принимала участие в окружных, областных и региональных выставках: «Советский Дальний Восток» (Владивосток, 1967, 1974; Улан-Удэ, 1969); «Советская Россия» (Москва, 1967, 1970, 1975), «По родной стране» (Москва, 1972), «Чукотско-эскимосская резьба и гравюра по кости» (Москва, 1977), и также выставках произведений народного искусства за рубежом.
Член Союза художников СССР, заслуженный художник РСФСР. Лауреат Государственной премии РСФСР им. И. Е. Репина (1976).
Умерла в Уэлене в 1985 году.

## Творчество
До середины в 1930-х годов резьба и гравировка по кости на Чукотке традиционно считались мужскими занятиями. Родившаяся в семье резчика Вера Эмкуль стала первой чукчанкой, освоившей профессию гравёра. С пятнадцати лет начала работать в Уэленской косторезной мастерской. Первая работа Эмкуль в технике гравировки была необычна — роспись на моржовом клыке представляла национальный орнамент.
1940-е годы были периодом формирования художницы. Кроме метода цветной гравировки моржового клыка Эмкуль освоила и технику рельефной резьбы по кости.
Т. Б. Митлянская отмечает сюжетное разнообразие композиций Эмкуль. Значительное место в творчестве гравёра занимают традиционные чукотские сюжеты — мир моря и тундры («В тундре и море», «Олени и волки», «Чукотское лето»), труд охотников и оленеводов («Охота на моржей»), отражена также жизнь современной художнице Чукотки («Строительство в Уэлене», «Труд и отдых чукотской колхозницы», «Праздник в береговом селении»). Многие гравюры посвящены сюжетам национального фольклора и чукотских народных сказок.
В числе художественных особенностей гравюр Митлянская указывает «точный рисунок, мастерство композиции, разнообразие настроений». Для работ Эмкуль характерны крупномасштабные изображения, что «делает её точный рисунок особенно выразительным и легко читаемым».
Другой особенностью работ гравёра Митлянская называет разнообразие приёмов: «в одном случае активно звучит цвет, в другом — всё построено на контурном рисунке». Разнообразны работы и по настроению: «Одни эмоциональны, насыщены бурным чувством, страстью борьбы, стремительностью бега; другие — лиричны, созерцательны и даже имеют эпический характер».
Из представляющих «большой интерес по своей художественной значимости, по эмоциональной манере трактовки сюжета» работ Веры Эмкуль Митлянская выделяет гравюру «Олени и волки» (1956):
Художница мастерски передаёт тревожное состояние стремительно несущегося оленьего стада, преследуемого волками. Первое впечатление — ковровое заполнение пространства клыка, ритм чёрно-серых пятен с узорным силуэтом. Затем зритель различает множество разнообразных изображений оленей: бегущих вперёд, внезапно остановившихся с запрокинутыми рогами, распластанных в стремительном беге. Сложнейшая многофигурная композиция решается художницей с огромным мастерством. В изображениях оленей нет повторов; вместе с тем они выполнены в одном стиле, подчинены единому ритму, выражают одно чувство — страх. Прекрасно зная животных, Эмкуль передаёт выразительным рисунком их самые сложные ракурсы и движения.
В 1960—1970-х годах Вера Эмкуль воспитала несколько поколений мастеров-гравёров, в числе её учеников — Надя Краснова, Галина Тынатваль, Елена Янку.

## Награды и почётные звания
- Заслуженный художник РСФСР (1969)[7][8][5]
- Государственная премия РСФСР имени И. Е. Репина — «за создание высокохудожественных произведений народного искусства из кости» (1976)[8]
- Золотая медаль ВДНХ[16]

## Наследие
Работы Веры Эмкуль находятся в Музее антропологии и этнографии Института этнологии РАН, Российском этнографическом музее, Государственном музее Востока, Всероссийском музее декоративно-прикладного и народного искусства, Магаданском областном краеведческом музее, музейном центре «Наследие Чукотки» (Анадырь), Сергиево-Посадском государственном историко-художественном музее-заповеднике, музее Уэленской косторезной мастерской и др.

## Династия
Начавшаяся с мастера Аромке династия косторезов и гравёров продолжилась в следующих поколениях. Унаследованное от отца искусство резьбы по кости Вера Эмкуль передала своим детям, ставшим членами Союза художников, — гравёру, заслуженному художнику Российской Федерации Лидии Теютиной (1945—2012), резчику Виктору Теютину (род. 1940), гравёру Татьяне Теютиной (род. 1950), позднее искусство перешло к её внучке Татьяне Теютиной (род. 1968).

## Комментарии
1. ↑   Впоследствии в семье резчика родились восемь мальчиков, но все они вскоре умерли[3].